# Đỗ Cao Trí
Le lieutenant-général Đỗ Cao Trí, né le 20 novembre 1929 à Biên Hòa et mort le 23 février 1971, est un général de l'armée de la République du Vietnam (ARVN). Il est reconnu comme un officier compétent.[pertinence contestée] Il débute dans l'armée française puis fait carrière dans l'armée nationale vietnamienne et l'ARVN. Sous la présidence de Ngô Đình Diệm, il est le commandant du 1er corps où il est connu pour sa répression sévère des manifestations bouddhistes pour les droits civiques contre le gouvernement Ngô Đình Diệm. Il participe au coup d'État de novembre 1963 qui a abouti à l'assassinat de Ngô Đình Diệm le 2 novembre 1963.
Des années plus tard, il est exilé par Nguyễn Cao Kỳ, le membre le plus puissant de la junte, mais lorsque Nguyễn Văn Thiệu arrive au pouvoir, il est rappelé pour commander le  3e corps. Il dirige cette unité pendant la campagne cambodgienne de 1970. En 1971, il reçoit le commandement du 1er corps après l'opération Lam Son 719. Il meurt, à 41 ans, dans un accident d'hélicoptère.

## Biographie
Đỗ Cao Trí est né à Biên Hòa, en Indochine française. Son père est un riche propriétaire terrien et son grand-père est un mandarin de la dynastie Nguyễn à l'époque coloniale française,. Il obtient son baccalauréat au lycée Petrus Ký de Saigon. En 1947, il s'engage dans les troupes coloniales françaises. Il devient officier et suit une formation à l'école d'infanterie en France.
En 1953, alors qu'il est officier dans l'armée nationale vietnamienne, diplômé de l'état-major général, il obtient son premier commandement dans les troupes aéroportées. En 1954, nommé lieutenant-colonel, il commande la brigade aéroportée basée à Saïgon . 
En mai 1955,  à la fin de la bataille pour Saïgon qui permet au premier ministre Ngô Đình Diệm d'affirmer son autorité sur l'État du Vietnam en battant le Bình Xuyên, certains de ses partisans tentent de s'opposer à aux généraux qu'ils accusent de déloyauté. Lorsque Đỗ Cao Trí apprend que trois généraux, dont Nguyễn Văn Vy, sont détenus dans le palais présidentiel, il menace de le détruire s'ils ne sont pas libérés. En 1958, il se rend aux  États-Unis au Command and General Staff College. Cette même année, il est diplômé de l'Air-Ground Operations School de Fort Kisler, près de Washington.

### Crise bouddhiste
Pour un article plus général, voir Crise bouddhiste.
En 1963, pendant la crise bouddhiste, Đỗ Cao Trí est connu pour sa répression des manifestations bouddhistes contre le régime Ngô Đình Diệm dans la région centrale du Vietnam. À Huế, les manifestations ont été interdites et les forces de Đỗ Cao Trí reçoivent l'ordre d'arrêter ceux qui se livrent à la désobéissance civile,. Le 3 juin 19633 à 13 h, environ 1 500 manifestants tentent de marcher vers la pagode Từ Đàm à Huế. Ils se rassemblent au pont Bến Ngự sur la rivière des Parfums. Lorsque les manifestants tentent de traverser le pont, l'ARVN tire des grenades lacrymogènes et utilise des équipes cynophiles, sans succès. À 18 h 30, des militaires dispersent la foule en vidant des flacons de produits chimiques sur la tête des manifestants en prière, entraînant l'hospitalisation de 67 bouddhistes pour des brûlures de la peau et des troubles respiratoires. À minuit, le couvre-feu et la loi martiale sont promulgués,,. 
Des rumeurs circulent selon lesquelles trois personnes auraient été tuées. Newsweek rapporte que la police a lancé des gaz vésicants sur la foule.  L'incident soulève de vives inquiétudes parmi les Américains quant à l'utilisation de gaz toxiques, et les États-Unis condamnent l'attitude des forces de l'ordre et menacent de prendre du recul par rapport au gouvernement de Saïgon.  Une enquête innocente les troupes de l'utilisation de gaz vésicants.
Dans le reste du pays, des manifestations identiques ont lieu. À Huê, placée sous la responsabilité de Đỗ Cao Trí, la répression est pire que dans la capitale. À l'approche de ses troupes, la population se regroupe pour protéger les pagodes.
À la pagode de Từ Đàm, qui est la base du principal leader bouddhiste, Thích Trí Quang, les soldats de l'ARVN, tirent et envahissent la pagode. Ils détruisent la statue du Bouddha Gautama et pillent la pagode avant de la détruire à l'explosif,. Un certain nombre de bouddhistes sont tués ou battus à mort.
La résistance la plus déterminée est à l'extérieur de la pagode Diệu Đế. La foule dresse un barricade sur le pont menant à la pagode. Elle affronte les militaires avec des pierres, des bâtons et à mains nues, rejetant les grenades lacrymogènes qui lui sont destinées. Après cinq heures d'affrontement, les militaires prennent le pont en utilisant des blindés. Cet affrontement fait environ 30 morts et 200 blessés,. 
Environ 500 personnes sont arrêtées dans la ville. Dix-sept des 47 professeurs de l'Université de Huế, qui ont démissionné plus tôt dans la semaine en signe de protestation après le limogeage du recteur de l'école, le père Cao Văn Luân, prêtre catholique et opposant au frère de Ngô Đình Diệm, l'archevêque Pierre Martin Ngô Đình Thục, sont également arrêtés.
Malgré son application vigoureuse de la politique répressive de Ngô Đình Diệm contre les bouddhistes dans le centre du Vietnam, où, selon les mots d'Ellen Hammer, Đỗ Cao Trí gouvernait d'une main de fer, il est déjà impliqué dans un complot contre le régime avant même les attaques contre les pagodes.

### Coup d'État contre Ngô Đình Diệm
Le 29 octobre 1963, informé que le coup d'État est imminent, Đỗ Cao Trí quitte Huế pour Đà Nẵng. Il est donc loin de Ngô Đình Cẩn, le frère cadet de Ngô Đình Diệm, qui dirige le centre du Vietnam avec l'appui de la famille Ngô. Le coup d'État a lieu le 1er novembre avec l'aide de Đỗ Cao Trí. Ce dernier a programmé une réunion avec le chef de la province et d'autres responsables pro-Nguyễn Văn Thiệu pendant la période où le coup d'État doit avoir lieu. En conséquence, les loyalistes Diệm sont détenus dans une salle de réunion et ne peuvent mobiliser la jeunesse républicaine et d'autres groupes paramilitaires et militants de la famille Ngô. Après le coup d'État, Đỗ Cao Trí assure, à Ngô Đình Cẩn, un transfert sûr dans un avion américain vers la capitale, où les responsables de l'ambassade le rencontrent pour étudier son exfiltration vers le Japon,. Les Américains remettent Ngô Đình Cẩn à la junte et il est exécuté en 1964,. 
À la suite de l'arrestation et de l'assassinat de Ngô Đình Diệm au début du mois de novembre 1963, des pressions sont exercées sur le nouveau régime pour qu'il destitue les partisans de ce dernier. La stratégie du Premier ministre Nguyễn Ngọc Thơ visant à retirer les partisans de Ngô Đình Diệm des postes influents suscite des critiques. Certains estiment qu'il n'est pas assez vigoureux, d'autres, pro-Ngô Đình Diệm, affirment qu'il est excessif et vengeur. L'écartement du pouvoir de Đỗ Cao Trí est controversé car il est connu pour la façon dont il a mené la répressions antibouddhistes dans la région de Huế. Il est affecté au 2e corps dans les Montagnes centrales.

### Rivalité avec Nguyễn Cao Kỳ et exil
En 1965,  Đỗ Cao Trí est l'objet d'une enquête pour corruption. Elle est diligentée par Nguyễn Cao Kỳ, chef de l'armée de l'air et figure de proue de la junte militaire au pouvoir. Les deux hommes sont des rivaux acharnés et Nguyễn Cao Kỳ l'envoie en exil. En 1967, le général Nguyễn Văn Thiệu devient président et Nguyễn Cao Kỳ son adjoint. Nguyễn Văn Thiệu envoie Đỗ Cao Trí en Corée du Sud comme ambassadeur du Sud-Vietnam.
La lutte de pouvoir entre Nguyễn Văn Thiệu et Nguyễn Cao Kỳ va tourner à l'avantage de Đỗ Cao Trí. Au moment de l'offensive du Têt, Nguyễn Văn Thiệu est en dehors de la capitale, il célèbre le nouvel an dans le delta du Mékong. Nguyễn Cao Kỳ, toujours à Saïgon, se fait remarquer en organisant la défense contre les Việt Cộng, qui sont repoussés. Les relations tendues entre les deux dirigeants conduisent les Américains à faire pression sur Nguyễn Văn Thiệu pour qu'il donne plus de responsabilités à Nguyễn Cao Kỳ, mais il refuse. 
Le régime de Nguyễn Văn Thiệu devient plus autoritaire, il décrète la loi martiale, élargit la conscription et organise des campagnes anti-corruption,,. Nguyễn Văn Thiệu utilise la menace du Việt Cộng pour augmenter son pouvoir politique. Il arrête, exile ou relève les officiers supérieurs qui soutiennent Nguyễn Cao Kỳ,,.

### Retour en grâce
Nguyễn Văn Thiệu rappelle Đỗ Cao Trí de Corée du Sud et le nomme commandant du 3e corps, qui protège la capitale Saïgon. Đỗ Cao Trí remplace Lê Nguyên Khang, un partisan de Nguyễn Cao Kỳ. Nguyễn Văn Thiệu lui donne directement ses ordres sans respecter la voie hiérarchique. Selon Creighton Abrams, le chef des forces américaines au Vietnam à l'époque, « Đỗ Cao Trí dîne avec le président une ou deux fois par semaine ». Bien que Đỗ Cao Trí et Nguyễn Cao Kỳ se croisent souvent lors de réceptions officielles, ils ne se serrent jamais la main.
En 1970, il est accusé d'être impliqué dans un réseau de contrebande d'argent. La même année, à la tête du 3e corps il mène une brillante campagne au Cambodge. Il copie le style du général Georges Patton en portant un révolver Smith & Wesson. Il est toujours vu avec un bâton au sujet duquel il déclare en plaisantant : « Je l'utilise pour donner une fessée au Viet Cong ».
Fin février 1971, après la désastreuse opération Lam Son 719, Đỗ Cao Trí prend le commandement du 1er corps à la place du lieutenant-général Hoàng Xuân Lãm. Le 23 février 1971, son l'hélicoptère s'écrase peu après son décollage de la base aérienne de Biên Hòa, tuant sur le coup tous les passagers, à l'exception du photojournaliste François Sully qui meurt des suites de ses blessures quelques jours plus tard. Đỗ Cao Trí est inhumé au cimetière militaire de Biên Hòa,.